# ر. د. وينجفيلد
ر. د. ويجنفيلد (بالإنجليزية: R. D. Wingfield)‏ (6 يونيو 1928، حي هكني في لندن في المملكة المتحدة - 31 يوليو 2007)؛ كاتب مسرحي، كاتب وروائي بريطاني.

## روابط خارجية
- ر. د. وينفيلد على موقع ميوزك برينز (الإنجليزية)